# Тихвинка
Тихвинка (рус. Тихвинка; фин. Tihvinä) река је на северозападу европског дела Руске Федерације. Протиче преко територија Бокситогорског и Тихвинског рејона на југоистоку Лењинградске области. Десна је притока реке Сјас и део басена језера Ладога и реке Неве (све у басену Балтичког мора). Део је Тихвинског хидросистема којим су повезани сливови реке Волге и Балтичког мора.
Река Тихвинка свој ток започиње као отока језера Јеглино на подручју Тихвинске греде, на северу Бокситогорског рејона. Укупна дужина водотока је 144 km, површина сливног подручја око 2.140 km², док је просечан проток на око 16 km узводно од ушћа 19,7 m³/s.
Под ледом је од средине новембра па до краја априла и почетка маја. У њеном режиму доминира нивални режим храњења.